# Карл Мацек
Карл Мацек (енгл. Carl Macek, Питсбург, 12. октобар 1951 — 17. април 2010) је био амерички писац и продуцент анима из 1980-их и 1990-их.
Карл Мацек је пао у очи јавности 1985. године као извршни продуцент утицајне телевизијске серије Роботек, коју је продуцирао за Harmony Gold USA. Роботек се сматра за један од серијала који су заслужни за популаризацију анима у Северној Америци, као и целом свету. Мацек је покушао да продуцира наставак Роботека - Роботек II: Чувари двери, али је пројекат пропао због низа околности. За време рада у Хармони Голду, Мацек је такође продуцирао и мање познату серију Капетан Харлок и Хиљадугодишња краљица (настале комбинацијом серијала Свемирски пират капетан Харлок и Краљица Миленија.
Мацек 1988. године оснива Streamline Pictures. Придружују му се писци који су са њим радили на Роботеку - Стив Крамер, Том Вајнер, Грег Снегоф и Ардвајт Чембрлен, који су између осталог позајмљивали глас ликовима из серије. Стримлајн Пикчрс је једна од првих америчких компанија која је успешно пословала у регуларној продукцији увозних јапанских анимираних филмова. Неки од наслова које је издао Стримлајн били су: Ленсман, Карневал робота, Уклети мегалополис, Сумрак бубашваба, Уплакани Фримен, Грешни град, као и оригиналне енглеске синхронизоване верзије Мијазакијевих филмова Лапута: Замак на небу, Акира, Лупин III: Калиостров замак и Лупин III: Мистерија неба. Од 1993. године Стримлајн почиње да дистрибуира своје филмове за Orion Pictures, који га купује 1999. Обе компаније су данас угашене.

## Контроверзе са анимама
Карл Мацек постао је једна од најконтроверзнијих фигура током другог и трећег таласа енглеског аниме фандома, односно љубитеља анима. Многи га сматрају пиониром у овом медију изван Јапана. Аниме које је синхронизовао Стримлајн Пикчрс биле су једне од првих које су биле доступне на видеу и емитоване на кабловској телевизији. Међутим, бројни љубитељи анима говори о Мацеку негативно због великих измена у оригиналним јапанским филмовима. Највеће измене је претрпео Роботек који се сатоји од три оригинално потпуно невезана серијала - Супердимензионална тврђава Макрос, Супердимензионална коњица: Јужни крст и Џенезис Клајмбер Моспеада. Због овога га многе групе љубитеља анима називају Антихристом. Ова мржња је код неких толико интензивна да су му неки од обожавалаца аниме филмова и серија непрестано слали смртне претње или га стављали на црне листе аниме конвенција. Због великих измена оригинала ради приближавања западној публици добио је и подруљиви надимак "macekre", аналогно речи масакр.
Карл Мацек и Стримлајн Пикчрс издавали су само синхронизоване аниме и остали једини велики дистрибутер који је то радио. Он је веровао да аниме морају бити синхронизоване како би имале већи одјек на публику. Значајан део љубитеља анима гледа искључиво титловане аниме, од којих су многи активно бојкотовали Стримлајн. (Стримлајн Пикчрс је касније издао титловану кућну верзију Акире, који је њихово једино титловано издање). Међутим, данас су синхронизоване аниме широко прихваћене, са јако познатим глумцима који су у центру пажње на аниме конвенцијама. Такође, велики део фанова сматра де је серија Роботек много боља од оригиналних серијала, као и то да је Мацек један од људи који су најзаслужнији за популарност анима изван Јапана.

## Остало
Карл Мацек је и аутор филма Уметност Хеви Метала: Анимација за осамдесете и Уметност Роботека 3: Чувари двери у коме описује шта је пошло наопако током продукције отказане серије.
Такође је радио и као сценариста анимиране серије C.O.P.S. и био главни консултант за анимирани филм Хеви Метал 2000. Написао је анимирану адаптацију Брајан Пулидове Даме Смрт.